# ネズッポ科
ネズッポ科（学名：Callionymidae）は、スズキ目ネズッポ亜目に所属する魚類の分類群の一つ。ネズミゴチ・ニシキテグリなど、主にインド太平洋の熱帯域に分布する小型の海産魚を中心に、少なくとも10属182種が記載される。近縁のイナカヌメリ科や、ハゼ科（ハゼ亜目）とは形態や行動が似ており、しばしば混同される。

## 分布・生態
ネズッポ科の魚類は大半が海水魚で、インド洋・西部太平洋の熱帯域に分布する。一般に底生性であり、生涯のほとんどの期間を海底付近で過ごす。砂底や岩礁を好み、暗礁に住むこともある。水深300メートルまでの浅海に生息し、主に甲殻類や蠕虫、小さな無脊椎動物を捕食する。大きな胸鰭は推進のために用いられる。雄は特に縄張り意識が強い。

### 繁殖

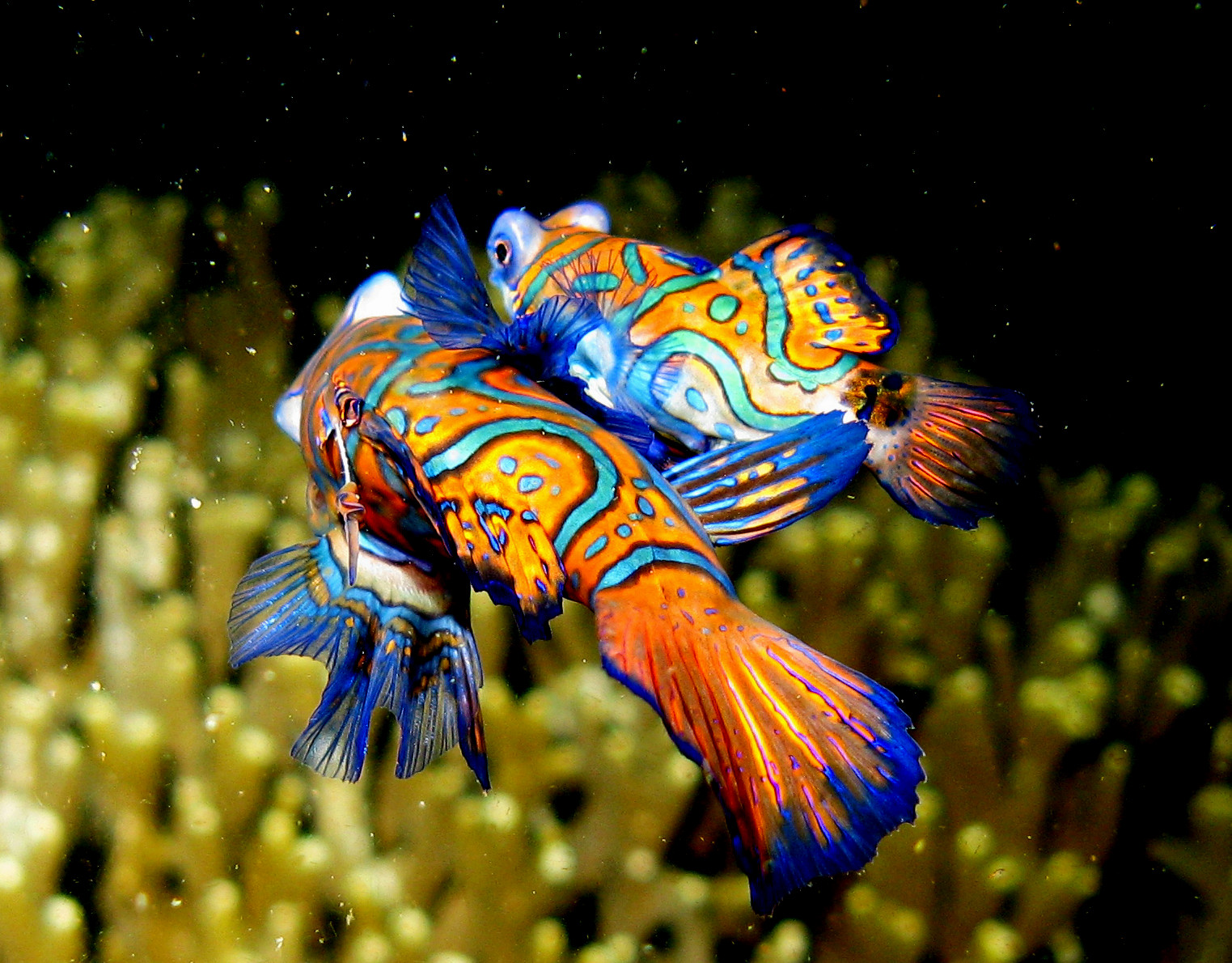
ニシキテグリ（Synchiropus splendidus）の産卵行動。ペアとなった雌雄は寄り添うように泳ぎ、卵と精子を海中に放出して受精させる

産卵の際は、入念な求愛誇示が行われる。雄は自身の華やかな鰭で雌にアピールし、口を何度も開閉する。興味を惹かれた雌とペアが成立すると、雄が雌を胸鰭で支えながら、水面に向かって上昇する。水面近くの中層で卵と精子が放出され、受精する。卵は浮性卵で、プランクトンとなって孵化まで海流に乗って漂う。

## 形態
ネズッポ科の魚類は「リトル・ドラゴン」と呼ばれ、体色は一般に鮮やかで、複雑な斑紋をもつことが多い。体は細長く、頭部は平たく縦扁し、口と眼は大きい。側線は頭部・体部ともによく発達し、鱗を欠く。
体長10 - 20センチメートルの種類が多いが、Callionymus gardineri・C. lyra など全長30センチメートルに達するものもある。一方、ヒメテグリ Minysynchiropus kiyoae など体長2センチメートル程度で成熟する超小型種も存在する。多くの種類が性的二形を示し、雄と雌で異なる色彩をもつ。また、雄の方がより大きな背鰭をもつ。
すべての鰭は大きく、良く目立つ。背鰭は前方の棘条部と後方の軟条部に分かれ、棘条は通常4本、軟条は6 - 11本。臀鰭の鰭条は4 - 10本の軟条で構成される。雄の第1背鰭は大きく、鮮やかな斑紋によって装飾されている。尾鰭の形状は截形あるいは尖形で、先が細く尖るものもある。
鰓の開口部は非常に狭く、頭部の上方にごく小さな孔として存在する。前鰓蓋骨に強靭なトゲをもつが、鰓蓋骨・下鰓蓋骨にはなく、近縁のイナカヌメリ科との明瞭な鑑別点となっている。ある種ではこのトゲに毒があると報告されている。基蝶形骨・後側頭骨をもたない。鼻骨は一対存在し、後擬鎖骨は2個。下尾骨は癒合し、単一の骨板となる。

## 観賞魚として
観賞魚として個人のアクアリウムで飼育する場合、ニシキテグリなどが最も入手しやすい。200リットル以上の大きなリーフアクアリウムで、大量の岩を入れて飼うとよい。飼育状態での産卵の報告は多くあるが、十分な餌を見つけるのにかなりの量の砂場や岩場が必要であり、産卵や成長を見るのは容易ではない。
鮮やかな体色とよく目立つ鰭のため、水族館でも人気があるが、多くの種は偏食で生きた餌しか食べないため、飼育するのは難しい。用意された餌を食べず、購入後すぐに飢え死にしてしまうこともある。天然で主要な餌となっているカイアシ類や端脚類が大量に生息できるように、大きな容器に入れて飼うのが望ましい。アルテミアやアミでの飼育に成功した例もある。

## 分類

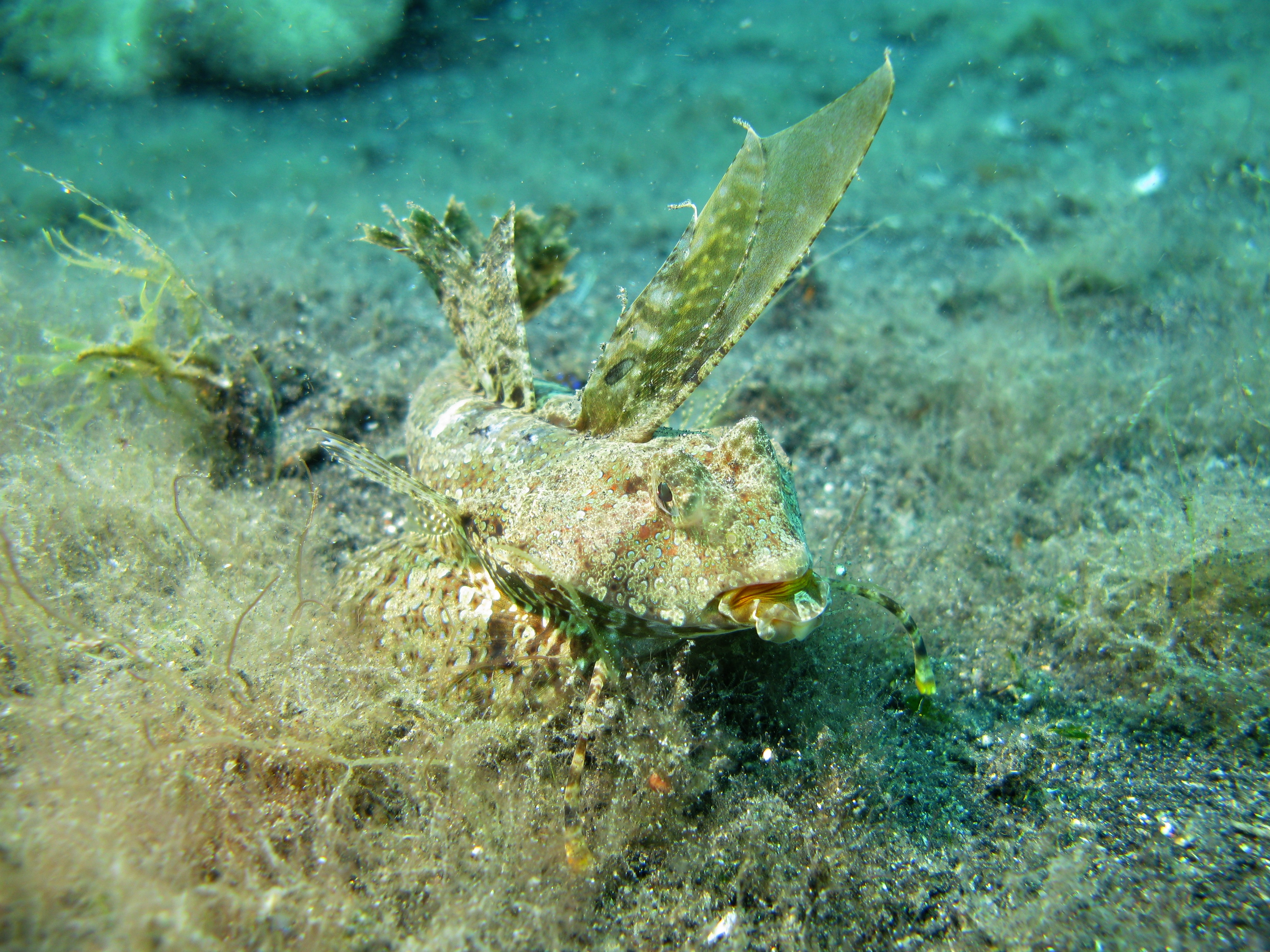
イッポンテグリ（Dactylopus dactylopus）。腹鰭の鰭条が指のように遊離していることが特徴

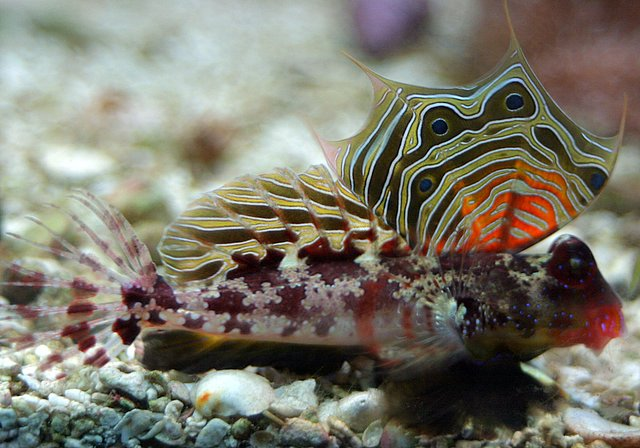
ハナヌメリ属の1種（Synchiropus ocellatus）。本科魚類の雄は背鰭に鮮やかな斑紋をもつことが多い

ネズッポ科にはNelson（2016）の体系において20属188種が認められているが、FishBaseには17属197種が記載される。しかしながらFishbaseで使用されているものは概ねFrickeの体系であり、この体系は系統を意識していないことが指摘されている。
- タンザクテグリ属 Anaora
  - タンザクテグリ Anaora tentaculata
- トンガリヌメリ属 Bathycallionymus
  - トンガリヌメリ Bathycallionymus kaianus
- Callionymus - Common dragonet
- ヨメゴチ属 Calliurichthys[6]
- イッポンテグリ属 Dactylopus
- コブヌメリ属 Diplogrammus
- Draculo
- Eocallionymus
- オオクチヌメリ属 Eleutherochir
- ベニテグリ属 Foetorepus
- コウワンテグリ属 Neosynchiropus
- Paracallionymus
- ハナビヌメリ属 Paradiplogrammus
- Protogrammus
- イトヒキヌメリ属 Pseudocalliurichthys
- ネズッポ属 Repomucenus
  - ネズミゴチ Repomucenus richardsonii
- ヒメテグリ属 Minysynchiropus
- ハナヌメリ属 Synchiropus
  - ニシキテグリ Synchiropus splendidus
- Tonlesapia - 1種 Tonlesapia tsukawakii のみ。2006年にトンレサップで発見された[7]。